# Karim Maroc
Pour les articles homonymes, voir Maroc (homonymie).
Karim Maroc, né le 5 mars 1958 à Er Rahel en Algérie, est un footballeur international algérien jouant au poste de milieu de terrain. Il compte 15 sélections en équipe nationale entre 1982 et 1986.

## Biographie
Karim Maroc joue principalement en faveur de Lyon et de Brest. Au total, il a disputé 217 matchs en Ligue 1 et inscrit 42 buts dans ce championnat,. Avec l'équipe nationale d'Algérie, il a participé à deux Coupes du monde (1982 et 1986) et une Coupe d'Afrique des nations (1986). Il totalise 15 sélections en équipe d'Algérie et 2 buts marqués.

## Statistiques détaillées
| Saison                | Club                  | Championnat           | Championnat | Championnat | Coupe nationale | Coupe nationale | Coupe de la Ligue | Coupe de la Ligue | Algérie | Algérie | Total | Total |
| Saison                | Club                  | Division              | M.          | B.          | M.              | B.              | M.                | B.                | M.      | B.      | M.    | B.    |
| 1976-1977             | Olympique lyonnais    | Division 1            | 11          | 0           | 0               | 0               | -                 | -                 | -       | -       | 11    | 0     |
| 1977-1978             | Olympique lyonnais    | Division 1            | 6           | 0           | 0               | 0               | -                 | -                 | -       | -       | 6     | 0     |
| 1978-1979             | Olympique lyonnais    | Division 1            | 31          | 8           | 2               | 0               | -                 | -                 | -       | -       | 33    | 8     |
| Sous-total            | Sous-total            | Sous-total            | 48          | 8           | 2               | 0               | -                 | -                 | -       | -       | 50    | 8     |
| 1979-1980             | SCO Angers            | Division 1            | 32          | 6           | 0               | 0               | -                 | -                 | -       | -       | 32    | 6     |
| Sous-total            | Sous-total            | Sous-total            | 32          | 6           | 0               | 0               | -                 | -                 | -       | -       | 32    | 6     |
| 1980-1981             | Olympique lyonnais    | Division 1            | 17          | 9           | 0               | 0               | -                 | -                 | -       | -       | 17    | 9     |
| Sous-total            | Sous-total            | Sous-total            | 17          | 9           | 0               | 0               | -                 | -                 | -       | -       | 17    | 9     |
| 1981-1982             | Tours FC              | Division 1            | 32          | 10          | 8               | 6               | -                 | -                 | -       | -       | 40    | 16    |
| Sous-total            | Sous-total            | Sous-total            | 32          | 10          | 8               | 6               | -                 | -                 | -       | -       | 40    | 16    |
| 1982-1983             | Brest Armorique FC    | Division 1            | 33          | 4           | 5               | 2               | -                 | -                 | -       | -       | 38    | 6     |
| 1983-1984             | Brest Armorique FC    | Division 1            | 34          | 5           | 1               | 0               | -                 | -                 | -       | -       | 35    | 5     |
| 1984-1985             | Brest Armorique FC    | Division 1            | 21          | 0           | 3               | 0               | -                 | -                 | -       | -       | 24    | 0     |
| Sous-total            | Sous-total            | Sous-total            | 88          | 9           | 9               | 2               | -                 | -                 | -       | -       | 97    | 11    |
| 1985-1986             | Montpellier HSC       | Division 2            | 12          | 1           | 0               | 0               | -                 | -                 | -       | -       | 12    | 1     |
| Sous-total            | Sous-total            | Sous-total            | 12          | 1           | 0               | 0               | -                 | -                 | -       | -       | 12    | 1     |
| 1986-1987             | CD Logroñés           | Segunda División      | -           | -           | -               | -               | -                 | -                 | -       | -       | 0     | 0     |
| Sous-total            | Sous-total            | Sous-total            | 0           | 0           | 0               | 0               | -                 | -                 | -       | -       | 0     | 0     |
| 1987-1988             | MC Oran               | Division 1            | -           | -           | -               | -               | -                 | -                 | -       | -       | 0     | 0     |
| 1989-1990             | MC Oran               | Division 1            | -           | -           | -               | -               | -                 | -                 | -       | -       | 0     | 0     |
| 1990-1991             | MC Oran               | Division 1            | -           | -           | -               | -               | -                 | -                 | -       | -       | 0     | 0     |
| 1991-1992             | MC Oran               | Division 1            | -           | -           | -               | -               | -                 | -                 | -       | -       | 0     | 0     |
| Sous-total            | Sous-total            | Sous-total            | 0           | 0           | 0               | 0               | -                 | -                 | -       | -       | 0     | 0     |
| Total sur la carrière | Total sur la carrière | Total sur la carrière | 0           | 0           | 0               | 0               | 0                 | 0                 | 0       | 0       | 0     | 0     |

## Palmarès
- Finaliste de la Ligue des champions de la CAF en 1989 avec le MC Oran[4]
- Championnat d'Algérie  en 1988 avec le MC Oran[5]

## Distinction
- Meilleur buteur de la Coupe de France en 1982  avec le Tours Football Club (6 buts)